# Лешко II Чорний
Лешек II Чорний (пол. Leszek Czarny; близько 1241 — 30 вересня 1288) — верховний польський князь у 1279—1288 роках. Своє прізвисько отримав за своє чорне волосся.

## Біографія

### Князь Серадзький
Походив з династії Куявських П'ястів. Був старшим сином князя Казимира Куявського і Констанци Вроцлавської (доньки Генріка II Побожного). 1257 року його мати померла, і батько вдруге одружився з Єфросинією, донькою Казимира I Опольського. Мачуха не злюбила Лешека й його брата Земомисла і начебто навіть намагалася їх отруїти, хоча цей факт не доведений. 1260 році брав участь у війні проти Богемії на боці Угорщини.
У 1261 році Лешек здійняв заколот проти батька і мачухи, побоюючись, що його можуть позбавити спадщини. Заколот не вдався, але при допомозі Болеслава V, Земовита I Мазовецький і Болеслава Великопольського, Лешек отримав у спадок Сєрадзське князівство, яке було одним з найменш населених у Польщі. Вкладаючи кошти в розвиток міст Нова-Бжежніца, Лютомерськ, Вольбуж, Радомско і тісно співпрацюючи з католицькою церквою, Лешеку вдалося залучити велику кількість переселенців.
У 1267 році після смерті батька Лешек приєднав Ленчицьку землю. Водночас уклав союз з верховним князем Болеславом V Сором'язливим. 1265 року останній оголосив Лешека Чорного своїм спадкоємцем. Відомий своєю безкомпромісністю у відносинах з серадзькою знаттю, Лешек не вдовольняв малопольську шляхту. У 1271—1273 роках разом з Болеславом V брав участь у походах проти Богемії та її союзників Генріха Вроцлавського і Владислава Опольського.
Супротивники Лешека вирішили закликати опольського князя Владислава Опольського. Останній 1273 року рушив на Краків, але зазнав поразки під Богуціном. Того ж року мешканці Іновроцлава повалили князя Болеслава Благочестивого, покликавши замість нього Лешека. Він правил Іновроцлавом п'ять років, поки на сеймі 1278 року за посередництва Пшемисла II не повернув місто Земомислу (брату Лешека), першому володарю міста. 1274 року Владислав Опольський визнав угоду Лешека Чорного з Болеславом Сором'язливим.

### Верховний князь
Після смерті у 1279 році Болеслава V, Лешек став новим верховним князем, приєднавши Малу Польщу і Сандомирське князівство. Для цього йому довелося пройти формальну процедуру обрання.
У лютому 1280 року до Польщі вдерся Лев Данилович, князь Галицький, до війська якого входили литовські й татарські загони. Вони намагалися повалити Лешека II й посадити на трон Болеслава II Мазовецького. Галичани захопили Люблін, форсували Віслу і взяли в облогу Сандомир. Втім залога міста чинила спротив, чим дала час Лешеку II зібратися з силами. Він завдав поразку Леву Галицькому під Гожліцами, а потім у відповідному набігу розграбував околиці Львова. 1281 року Лешек Чорний напав на Вроцлав, яка не зумів захопити це місто.
1282 року на Люблін напали ятвяги і спустошили його околиці. Лешек II вирушив за ними навздогін, переміг їх у запеклій битві. 1283 року литовці організували новий набіг, але в битві під Ровіню війська верховного князя Польщі здобули перемогу.
Водночас внутрішнє становища Лешека II було хитким через постійні конфлікти з місцевою знаттю. Найгірше були відносини з краківським єпископом Павлом Пшеманковим через відмову розширити його привілеї та удовою Болеслава Сором'язливого через небажання Лешека II віддавати заповідану Болеславом важливу Сондецьку землю. У 1282 або 1283 році Лешек полонив єпископа, але за наполяганням решти духовенства незабаром був змушений відпустити, заплатити штраф у 3 тис. срібних монет і визнати спірні привілеї.
1282 року повстала малопольська шляхта, але Лешеку Чорному вдалося його придушити. 1285 року почалося нове повстання знаті на чолі із Янушем Старжа, каштеляном Кракова і Жегота, і Оттон Топошика, сандомирського воєводи. Лешек II був змушений тікати до Угорщини. Але Конрад II Черський, якого бунтівники пророкували в князі, діяв нерішуче. Лешек Чорний повернувся з угорськими військами, розбив повстанців у битві при і вигнав їх з Польщі, завдяки чому кінець його правління пройшов відносно спокійно.
На рубежі 1287—1288 років на Польщу знову напали війська Золотої Орди під орудою хана Тула-Бугаи і темника Ногая, яких підтримували війська Галицького князівства. Шляхта відступила до великих замків, а Лешек Чорний вирушив до Угорщини за підмогою. Татари не змогли здобути Краків і Сандомир, сплюндрувавши їхні околиці.
Помер 30 вересня 1288 року, його було поховано в домініканської церкви Святої Трійці (Краків). Його смерть призвела до нової міжусобиці, в результаті якої краківський престол посіла династія Пржемисловічів.

## Родина
У 1265 році Лешек II одружився з Ґрифіною, дочкою Ростислава Михайловича, бана Славонії. Шлюб не був вдалий: в 1271 році Грифіна оголосила, що її чоловік — імпотент. Лешек II погодився на лікування, запропоноване краківським лікарем Миколаєм: він навіть їв жаб і змій, але це не допомогло: нащадків він мав.